# Asociación de Semilleros Argentinos
La  Asociación de Semilleros Argentinos (ASA) es una asociación civil, con personería jurídica y sin fines de lucro creada en 1949 con los objetivos de promocionar el desarrollo de la industria de semillas de Argentina, representar al sector ante organismos oficiales, cooperar en materia de investigación, producción y desarrollo tecnológico, creando el ámbito óptimo para el desarrollo y crecimiento de la actividad. 
ASA, fundada en 1949, está formada por alrededor de 60 socios, entre los que se encuentran empresas involucradas en todas las etapas de la producción de obtenciones vegetales, desde la investigación a la multiplicación y comercialización. Las decisiones y resoluciones de la asociación son tomadas por el Consejo Directivo, integrado por 10 miembros titulares, a razón de dos por sector y cinco suplentes, a razón de uno por sector. Su accionar promueve el libre comercio y la circulación de semillas dentro de un marco de regulaciones que proteja equitativamente los intereses de los semilleros, agricultores y consumidores, asegurando el derecho de propiedad intelectual de las creaciones fitogenéticas.
La asociación se halla representada en las siguientes instituciones: Bolsa de cereales, Foro de la Cadena Agroindustrial, ASAGIR, MAIZAR, ACSOJA, Argentigo, la Asociación de Cámaras de Tecnología Agropecuaria (ACTA), Instituto Nacional de Semillas (INASE), la Comisión Nacional de Semillas (CONASE), Comisión Nacional Asesora en Biotecnología Agropecuaria (CONABIA), el Comité Técnico Asesor sobre uso de Organismos Genéticamente Modificados del Servicio Nacional de Sanidad y Calidad Agroalimentaria (Senasa), y la Federación Internacional de Semillas y la Asociación de Semillas de las Américas (SAA).